# 梅子林村 (沙田區)
22°24′16″N 114°13′18″E / 22.404407°N 114.221665°E

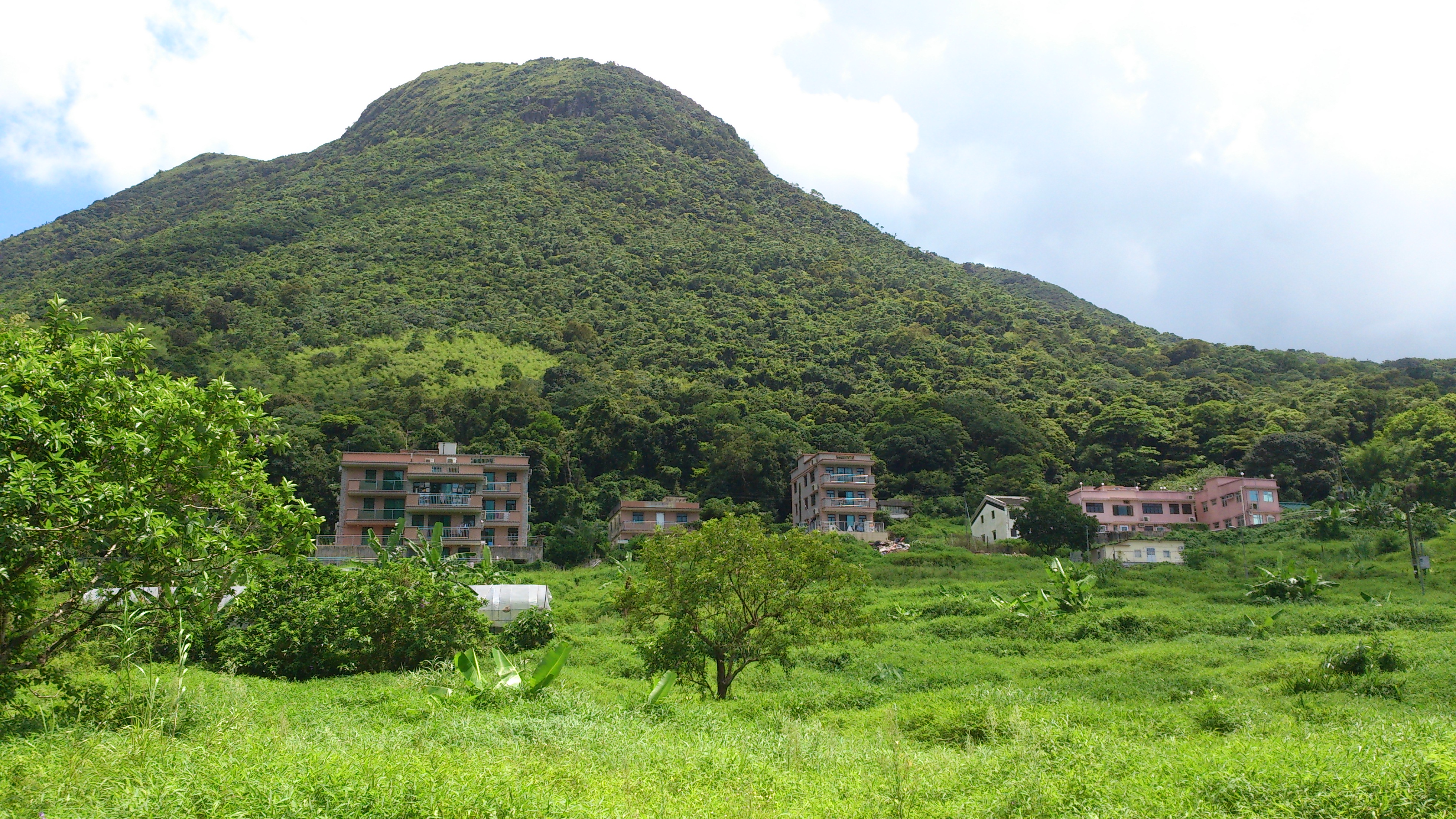
梅子林村及其背後的石芽山

梅子林（英語：Mui Tsz Lam）爲香港沙田區東部大水坑上游女婆山、石芽山與鹿巢山之間的谷地，名稱源於當地村落梅子林村（英語：Mui Tsz Lam Village），緊鄰北面的馬鞍山。過去曾發展成二至三百人的村落，但由於交通不便，現時只剩下十餘多人口。由於梅子林位處山上，從城門河往梅子林就只有上坡道，又因馬路上汽車罕至，每逢假日都有不少遊人踩單車往梅子林或途經梅子林到茅坪古道或梅花古道行山，人流絡繹不絕。
梅子林是沙田九約中其中一約。

## 交通
港鐵
- █  屯馬綫：大水坑站 (步行約25-30分鐘)

巴士、專線小巴
遠足徑 (馬鞍山郊野公園)
- 梅花古道: 梅子林至小瀝源花心坑
- 茅坪古道[1]

## 歷史
梅子林村歷史可以追溯至約400年前，當時客家人吳氏來到馬鞍山，建立梅子林村。
梅子林是昔日西沙古道上，茅坪古道的一個點。

## 鄉郊一般選舉
- 二零一五年鄉郊一般選舉：

原居民代表：吳水清 (自動當選)